# Таро (растение)
Та́ро, или Колока́зия съедо́бная, или Колока́зия дре́вняя, или Дашин (лат. Colocásia esculénta) — многолетнее растение, вид рода Колоказия (Colocasia) семейства Ароидные (Araceae).
Популярное пищевое растение Африки, Юго-Восточной Азии и других тропических регионов.
Название «таро» — таитянская форма яванского названия растения.

## Ботаническое описание
Многолетнее травянистое растение.
Корневая система мочковатая, образует крупный подземный клубень диаметром 6—8 см и массой до 4 кг, со множеством почек, часть из которых трогается в рост и образует вторичные, более мелкие клубни. Мякоть клубней у разных сортов может быть белой или окрашенной в кремовый, жёлтый, оранжевый, розовый или красный цвет.
Листья крупные, сердцевидные или стреловидные, длиной до 1 м и шириной до 50 см, образуют прикорневую розетку, на длинных, желобчатых у основания черешках до 2 метров длиной.
Цветоносный побег развивается из верхушечной почки клубня. Соцветие — початок с зеленовато-жёлтым покрывалом. Верхние его цветки мужские, средние — рудиментарные, стерильные, нижние — женские.
Плоды — мелкие красные ягоды с недоразвитыми семенами.
Имеется множество разновидностей таро, отличающихся по форме и окраске листьев, строению соцветий. Выведено множество сортов таро, отличающихся по форме и строению клубней, их размеру и количеству, содержанию тех или иных веществ, вкусовым качествам.
Распространение у таро по крайней мере четырёх хромосомных рас с числом хромосом в соматических клетках 28, 42, 36 и 48 говорит о генетической неоднородности растений, объединённых под этим названием.

## Распространение
Наиболее вероятное место происхождения таро — Южная Азия. По другим данным, таро начали разводить в раннем голоцене в Новой Гвинее, следы чего содержит древнее земледельческое поселение Кука. В Китай оно проникло в I в.н. э. и распространилось по островам Тихого океана.
Разведение этого растения наиболее успешно на Гавайях и Таити. Множество культурных форм растения существует там и сейчас.
Таро — древняя культура Индии и Египта. Её разводят уже более 2000 лет. Из сочинений Плиния Старшего известно, что уже в его времена таро использовали в пищу египтяне. Позже оно появилось в тропической Западной Африке, откуда африканские рабы вывезли его в Вест-Индию, а затем таро проникло и на Американский континент. В настоящее время его разводят в тропической и субтропической зоне. В диком виде это растение не встречается.

## Содержание питательных веществ
Клубни таро содержат 18—20 % мелкозернистого крахмала, 0,5 % сахара и более 3 % белка. У диких видов и некоторых культурных клубни и листья содержат рафиды щавелевокислого кальция, которые вызывают жжение во рту и распадаются при варке.

## Использование
Клубни таро практически несъедобны в сыром виде, поскольку вызывают сильное жжение во рту. Используется, как правило, в варёном и жареном виде, также из таро делают различную выпечку. Молодые листья и молодые отбелённые побеги отваривают и используют в пищу, подобно спарже. На Яве они используются для приготовления популярного местного блюда бунтил: сверток из одного или нескольких листьев, начинённый смесью из мелких сушёных анчоусов и измельченной мякоти кокоса, варится в пряном соусе на основе кокосового молока.
Клубни также используют для производства муки и спирта и в качестве корма для домашних животных.
В Полинезии и Африке из клубней делают тесто «ну» при помощи ферментации.
Клубни используются в лекарственных целях.
Существует несколько культурных разновидностей. Вариант с мелкими клубнями носит название «эддо» (eddoe).

## Культивация
Размножают таро мелкими вторичными клубнями массой 40—50 г. Растение влаголюбивое, многие сорта могут выдерживать длительное затопление.
Период вегетации зависит от сорта и составляет 8—15 месяцев. Срок начала уборки определяют по пожелтению и опадению листьев, обычно к этому времени зелёными остаются один или два листа.
В тропических условиях выкопанные клубни могут храниться в небольших кучах под навесами в течение 1—1,5 мес, для более длительного хранения их помещают в специальные хранилища.

## Таро в Японии
В Японии растение таро называют «сатоимо» (яп. 里芋) — «деревенский картофель». Вторичные клубни («детей» и «внуков»), которые отпочковываются от родительского клубня «сатоимо», называют «имоноко» (яп. 芋の子, «дети картофеля»). Сатоимо было распространено в Юго-Восточной Азии с конца периода Дзёмон, являясь основным продуктом питания в регионе до распространения риса. Клубень «сатоимо» употребляют чаще всего в отварном виде. В отличие от другого популярного в Японии картофеля, «нагаимо», его нельзя есть сырым.
Стебель, дзуики (яп. 芋茎), может также быть приготовлен различными способами, в зависимости от сорта «сатоимо».